# Krstarica
Krstarica (eng. cruiser, fra. croiseur) je tradicionalni naziv za vrstu ratnog broda koji je sposoban obavljati samostalne borbene operacije na svjetskim morima. 
Krstarice su nastale u drugoj polovici XIX. stoljeća nakon što je uvođenje parnog stroja, eksplozivnih granata i oklopa učinilo zastarjelim dotadašnje fregate. Krstarice su uvedene kao zamjena zamišljena da obavlja iste one uloge koje su dotada obavljale fregate - patroliranje oceanima, izviđanje, borba protiv pirata odnosno krstarički rat. 
Dugo vremena su krstarice predstavljale srednju klasu između kapitalnih brodova koje su tada predstavljale oklopnjače, odnosno bojni brodovi te lakih brodova kao što su torpiljarke.
Krstarice su s vremenom počele dobivati oklop, tako da su se pojavile prvo zaštićene krstarice, zatim nova klasa poznata pod nazivom oklopni krstaš. Istovremeno su se po tonaži i jačini naoružanja počele dijeliti na lake i teške krstarice.
Početkom 20. stoljeća nastojanje da se bojni brodovi učine bržima na štetu oklopa dovela je do stvaranja hibrida bojnog broda i krstarice poznatog kao bojni krstaš.
Pojava aviona i potreba flota da se štite od njih stvorila je posebnu klasu krstarica poznatu kao protuavionske krstarice.
Nakon drugog svjetskog rata su krstarice kao naoružanje dobile projektile, te postale raketnim krstaricama. No, danas ih ima relativno malo, jer su se u međuvremenu manji razarači dobili jednako moćno naoružanje. Tako danas jedino Rusija i SAD imaju krstarice u svojim mornaricama.

## Primjeri
- HNLMS De Ruyter (1935.)

## Poveznice
- Pomoćna krstarica

## Vanjske poveznice
- Krstarica Hrvatska tehnička enciklopedija, portal hrvatske tehničke baštine. LZMK